# Asplenia buranensis
Asplenia buranensis är en fjärilsart som beskrevs av Louis Beethoven Prout. Asplenia buranensis ingår i släktet Asplenia och familjen nattflyn. Inga underarter finns listade i Catalogue of Life.